# Юнге, Эдуард Андреевич
Эдуард Андреевич Юнге (1831, Добленский уезд Курляндской губернии — 1898, Ялта) — русский врач немецкого происхождения, окулист, основатель Коктебеля; доктор медицины, тайный советник (1880).

## Биография
Родился в Курляндии в немецко-лютеранской семье Иоганна Генриха Юнге и Гертруды Гейдель. Крещён в Риге.
Окончил Рижскую гимназию (1851), затем, лекарем с отличием — медицинский факультет Московского университета (1856). В том же году отправился за границу в клинику глазных болезней профессора Альбрехта Грефе, где читал приватный курс анатомии глаза, а также руководил занятиями по офтальмоскопии во время болезни доктора Либрейха. Учился у профессоров Германа Гельмгольца, Вирхова. Во время поездки увлекся изучением искусства виноделия.
В 1860 году возвратился в Россию, получил степень доктора медицины за диссертацию «Beitrage zur pathologischen Anatomie in der getigerten Nerzthaut» (опубликована в «Archiv f. Ophthalmologie», 1859) и 10 сентября был назначен исправляющим должность экстраординарного профессора офтальмологии Московского университета и ординарным профессором кафедры офтальмологии Санкт-Петербургской медико-хирургической академии. В 1861 году был назначен профессором-консультантом глазных болезней в Санкт-Петербурге и в том же году был командирован в Северную Африку (преимущественно в Египет, а также Тунис и Марокко) для изучения на месте глазных болезней. Успешно лечил катаракту у местных жителей методом хирургической экстракции. Первоначально полугодовая командировка длилась почти год; только в апреле 1862 года Юнге вернулся в Петербург.
В 1869 году как профессор офтальмологии был назначен заведующим глазным отделением госпиталя, и с этого времени возглавлял академическую и госпитальную клиники глазных болезней, которые таким образом соединились, но не надолго. В декабре 1873 года была открыта Михайловская клиническая больница имени Вилле, глазное отделение которой стало академической клиникой, а её первым заведующим стал Юнге.
Создал школу русских офтальмологов. Инициировал организацию кафедр глазной хирургии, ввел должности окружных военных окулистов. В числе его учеников:
Добровольский, Рейх, Тихомиров, Ходин. Изучал проблему лечения пигментного ретинита. Внедрил в офтальмологическую практику офтальмоскоп.
Имел обширную частную практику в Санкт-Петербурге. Одним из его пациентов был Достоевский, получивший травму глаза во время эпилептического эпизода в 1866 году.
Параллельно профессиональной деятельности начал проводить эксперименты по выращиванию и выведению винограда.
В 1883—1890 годах — директор Сельскохозяйственной Петровской академии.
Находился в отставке с 25 апреля 1882 года по 14 февраля 1883 года. В 1883 году приобрёл земли в окрестностях болгарской деревни Кок-Тебель в Крыму с целью формирования обширного поместья. Благоустроил собственное имение. Построенная им запруда на арыке дала пресную воду хозяйству, что позволило озеленить усадьбу, развести плодовый сад, виноградник. Был устроены пруд, ток для молотьбы зерна и винодельня с подвалом, большой каменный ледник. В 1888 году возобновил винодельческие эксперименты. В качестве сырьевого элемента для приготовления коньяков, вин и игристых вин использовал сорт винограда Ркацители, который наиболее оптимально подходил в качестве основы. Постепенно сформировался хозяйственный двор с кухней, амбаром, конюшней, коровником, свинарником, прачечной. Вёл работы по строительству в долине Еланчика запрудных сооружений для воды, для орошения земель Коктебельской долины. С переменным успехом занимался виноделием. Вышел в отставку не позже 1891 года.
После отказа в финансовой помощи от товарища министра финансов А. С. Ермолова, в 1890-х годах Юнге распродал часть имения небольшими участками под дачи. Одними из покупателей в 1893 году стали Павел фон Теш и Елена Оттобальдовна Кириенко-Волошина (гражданская жена П. П. фон Теша), выстроившая на своей земле дачу, где вместе с ней поселился сын, поэт Максимилиан Волошин. Началось формирование дачного посёлка.

## Семья
13 сентября 1863 года обвенчался с графиней Екатериной Фёдоровной Толстой (1843—1913), дочерью скульптора-медальера графа Фёдора Толстого. Художница, пейзажистка, известна рядом своих работ с видами Ялты и Крыма. Активная участница художественной жизни Москвы и Крыма, мемуаристка (её воспоминания были изданы в Москве в 1914 году). Держала либеральный салон.
Сыновья:
- Владимир Эдуардович Юнге (11 июля 1864 — 2 сентября 1902, похоронен в Коктебеле, на кургане Юнге) .
- Фёдор Эдуардович Юнге (9 ноября 1866—1927). Выпускник Императорского Московского технического училища. Похоронен на Коктебельском кладбище.
- Александр Эдуардович Юнге (5 июля 1872, Санкт-Петербург — март 1921, Феодосия). Создал промышленное виноделие в Коктебеле. Наладил производство вин (алиготе, каберне, мускаты). С 1905 года опубликовал в академических изданиях серию статей под общим названием «К флоре Крыма». Учился виноградарству в Австрии и в поездках по Италии, Испании и Португалии. C 1913 года самостоятельно вёл строительство виллы «Киммерия», у подножия горы Кучук-Енишар. В доме и в его подвалах размещались помещения для хранения вин и для дегустации. Строительство завершилось в 1921 году. В этом же году дом А. Э. Юнге был национализирован[8]. Похоронен первоначально на кургане Юнге, прах перенесен на Коктебельское кладбище. Жена, с 1915 года — Дарья Андреевна Котлярова (1886—1955), дочь Марина Александровна Юнге, в замужестве Розанова (1916—2011), муж — Николай Петрович Розанов (25.11.1904, Москва — 30.10.1990).
- Сергей Эдуардович Юнге (7 февраля 1879—1902, похоронен в Коктебеле, на кургане Юнге).
- Внук Кирилл Александрович Юнге (1920—1922, похоронен в Коктебеле, на кургане Юнге).

## Награды
Кавалер орденов Белого орла, Св. Анны 1-й и 2-й степени, Св. Станислава 1-й и 2-й степени, Св. Владимира 2-й и 3-й степени. Также был награждён знаком общества Красного Креста и золотой Демидовской медалью.

## Семейный склеп Юнге в Коктебеле
С начала 1890-х годов супруги жили раздельно, гражданской женой Э. А. Юнге стала Надежда Васильевна Миловская (1847—1906), жившая в Коктебеле и занимавшаяся в имении хозяйством.
Э. А. Юнге умер в Ялте в 1898 году, после тяжёлой болезни. Он был похоронен на кладбище села Никита.
В конце 1898 года прах Эдуарда Юнге перезахоронили в Коктебеле. Он, а затем два его сына, Сергей и Владимир, умершие один за другим в Коктебеле в 1902 году, были захоронены в семейном склепе Юнге , который был спроектирован на прибрежном холме близ их имения (44°58′01″ с. ш. 35°15′51″ в. д.). Склеп в советское время был разрушен, в настоящее время на его месте установлены мемориальные таблички. Фрагменты склепа подняты со дна моря, но не реставрированы.

## Известные труды
1. «Zur Histologie der Glashaute» («Medic. Centralbl.», 1857);
2. «Was der ophthalmologie Noth thut?» («Vortrag in der Gesellschaft f. Aerzte und Naturforscher in Heidelberg», 1859);
3. «Ueber die intraocularen Druckverhaltnisse» («Vortrag. in Congress der Ophthal. in Heidelberg» сентябрь, 1859);
4. «Ophthalmologischmicroscopische Notizen» («Archiv f. Ophthalmologie», 1859);
5. «Veranderungen der Netzhaut nach continuirlichen Druck eines Tumors auf den Nervus opticus»; «О механическом центре глазного яблока»; «Действие сернокислого атропина в разных концентрациях» («Труды Общества Русских Врачей в Санкт-Петербурге», 1867);
6. «Эпителиальная форма трахомы» (ibid., 1869);
7. «Несколько слов о так называемой ophthalmia militaris» («Московская Медицинская Газета», 1861).